# Lịch sử phát thanh

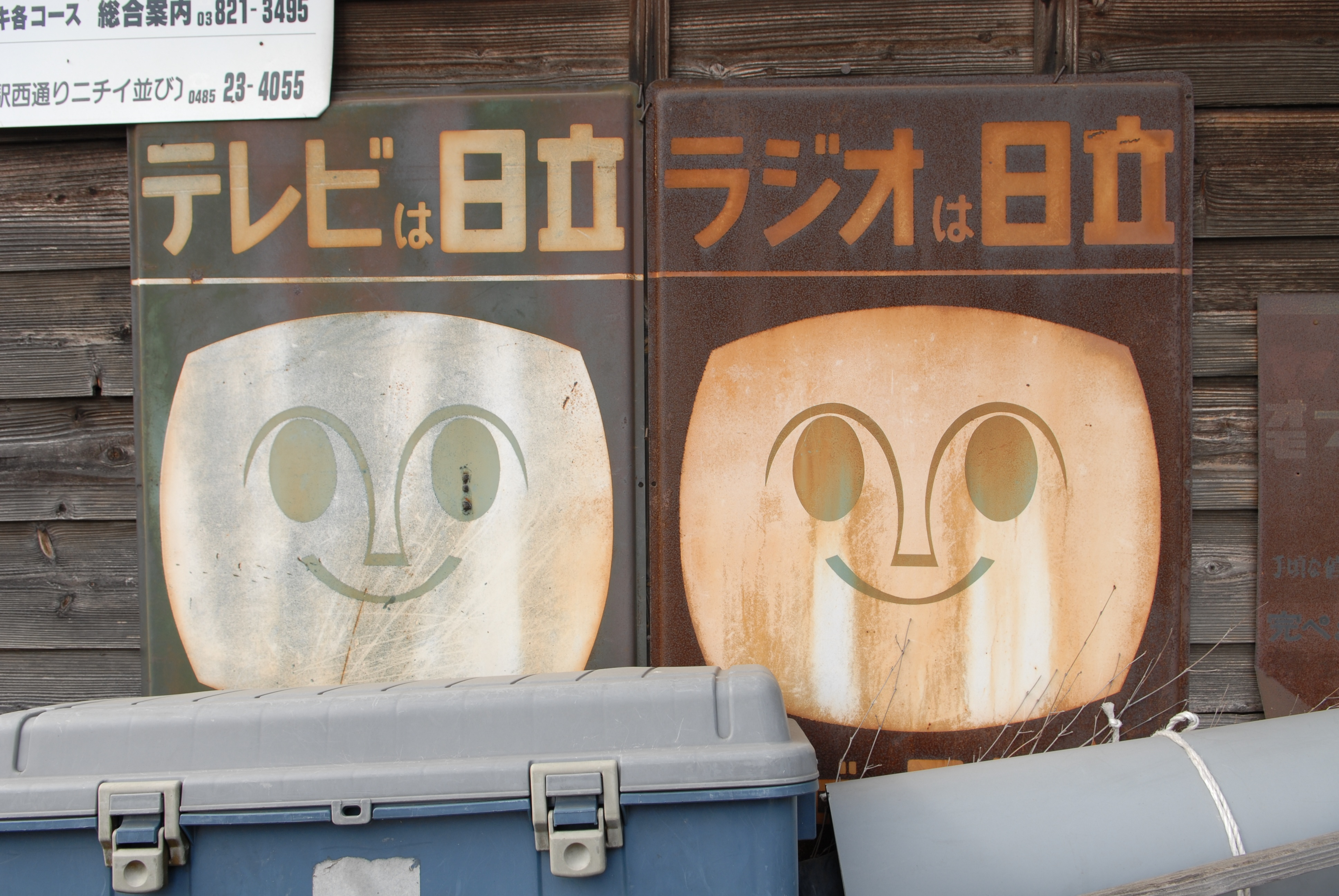
Lịch sử phát thanh

Lịch sử phát thanh hay lịch sử truyền thanh hay lịch sử radio nói về sự hình thành và phát triển của phát thanh (truyền thanh). Đây là ngành có lịch sử lâu đời nhất,hiện nay nó gần như không còn phổ biến nữa, các loại hình giải trí hiện nay đang dần thay thế loại hình này. Để hình thành loại hình phát thanh này thì đã có rất nhiều nghiên cứu của nhà khoa học. Phát triển vô tuyến bắt đầu, và được gọi là "điện báo không dây".

## Khái niệm sóng vô tuyến và máy thu thanh
Sóng radio hay sóng vô tuyến là một dạng bức xạ điện từ có phổ dài hơn ánh sáng hồng ngoại, tần số từ 3 kHz đến 300 GHz. Sóng vô tuyến truyền với vận tốc vận tốc ánh sáng và trong tự nhiên,nó xuất hiện từ hiện tượng sấm sét. Máy thu thanh (máy radio)-một thiết bị điện tử nhận các sóng âm đã được biến điệu qua ăngten để khuếch đại, phục hồi lại dạng âm thanh ban đầu và phát âm thanh ra loa cho người nghe. Máy radio hình thành dựa trên sự phát triển của 3 phát minh có mối liên hệ mật thiết với nhau, đó chính là radio, máy điện báo và điện thoại. Ba công nghệ này cùng nhau đã tạo nên một công nghệ thu thanh mà ban đầu, nó được gọi là "điện báo không dây" (wireless telegraphy). Trong lịch sử phát triển, nhiều nhà phát minh đã thử áp dụng nhiều phương pháp truyền tín hiệu không dây, bao gồm cả phương pháp cảm ứng điện từ và truyền tín hiệu qua mặt đất. Tuy nhiên, chiếc máy radio bắt đầu từ việc phát minh ra "sóng radio" (radio wave), một loại sóng điện từ có khả năng truyền âm nhạc, giọng nói, hình ảnh và cả dữ liệu trong không trung từ nơi này đến nơi khác. Có nhiều thiết bị hoạt động bằng sóng điện từ bao gồm: radio, lò vi sóng, điện thoại di động, bộ điều khiển từ xa, máy thu hình và nhiều thiết bị khác. Các thiết bị sử dụng sóng điện từ với các tần số khác nhau nhằm thực hiện các chức năng khác nhau. Sóng dùng trong radio có tần số trong khoảng từ 3 Hz (Dải tần số cực thấp ELF -Extremely low frequency) đến
300 GHz (Dải tần số cực cao EHF).

## Khởi đầu với điện từ học
Trong quá trình nghiên cứu về lĩnh vực truyền tín hiệu không dây này, hàng loạt các thí nghiệm đã được tiến hành kể
từ đầu thế kỷ 19 nhằm nghiên cứu sự liên quan giữa điện và từ tính dựa vào những dự đoán trước đó. Tiêu biểu là vào năm 1799, Alessandro Volta đã phát triển những phương pháp để tạo ra dòng điện. Tiếp theo là Gian Domenico Romagnosi với
nghiên cứu về sự liên quan giữa dòng điện và từ tính nhưng nghiên cứu của ông
chưa được công nhận.Mãi đến năm 1829, [[Hans
Christian Orsted]] đã đưa ra một thí nghiệm để chứng minh thuộc tính từ của dòng điện, đó
là dòng điện chạy trong một cuộn dây làm chệch hướng của
kim la bàn đặt gần. Chính thí nghiệm của Orsted đã khơi mào cho André-Marie Ampère phát
triển lý thuyết về điện từ và kế đó là Francesco Zantedeschi với
nghiên cứu về sự liên quan giữa ánh sáng, điện và từ trường.
Năm 1831, Michael Faraday đã thực hiện một loạt các thí
nghiệm để chứng minh sự tồn tại của hiện tượng cảm ứng điện từ. Mối quan hệ này đã được ông xây dựng thành một mô hình toán học của [[định luật
Faraday]]. Theo đó, lực điện từ có
thể lan tỏa ra vùng không gian xung quanh các dây dẫn.
Dựa trên các nghiên cứu trước đó, Joseph Henry đã thực hiện
một thí nghiệm chứng minh được lực từ có thể tác động từ
độ cao 61 m vào năm 1832.Ông cũng chính là người đầu tiên tạo ra dòng điện xoay chiều dao động với tần số cao.Trong thí nghiệm, ông nhận ra
rằng dòng điện xoay chiều sẽ tạo ra một lực dao động với tầng số giảm dần cho đến khi nó trở về trạng thái cân bằng.